# Fondali tra le foci del Fiume Chiarone e Fiume Fiora
Fondali tra le foci del Fiume Chiarone e Fiume Fiora este o arie protejată (arie specială de conservare — SAC, sit de importanță comunitară — SCI) din Italia întinsă pe o suprafață de 2.821 ha, integral marine.

## Localizare
Centrul sitului Fondali tra le foci del Fiume Chiarone e Fiume Fiora este situat la coordonatele 42°21′14″N 11°28′24″E / 42.353889°N 11.473333°E.

## Înființare
Situl Fondali tra le foci del Fiume Chiarone e Fiume Fiora a fost declarat sit de importanță comunitară în iunie 1995 pentru a proteja un număr necunoscut de specii din flora spontană și fauna sălbatică aflate în arealul zonei. Situl a fost protejat și ca arie specială de conservare în februarie 2021.

## Biodiversitate
Situată în ecoregiunea mediteraneană, aria protejată conține 2 habitate naturale: Straturi cu Posidonia (Posidonion oceanicae), Recifuri.
La baza desemnării sitului se află un număr nedeclarat de specii protejate.
Pe lângă speciile protejate, pe teritoriul sitului au mai fost identificate 1 specie de plante, 1 specie de nevertebrate.